# Дисгидроз
Дисгидроз, или помфоликс (новолат. dyshidrosis; от др.-греч. δυσ- + ἱδρώς пот + osis — «плохое потение») — поражение кожи преимущественно кистей и стоп (podopompholyx), симптомы которого напоминает экзему и сопровождается образованием внутриэпидермальных прозрачных пузырьков. Ранее считалось, что заболевание связано с закупоркой протоков потовых желез.
Синонимы: водяница, дисгидротическая экзема, Pompholyx, Dyshidrotic Dermatitis

## Этиология
Хотя заболевание впервые описано в 1873 году, его этиология до конца не выяснена. Дисгидроз обычно рассматривают как проявление аллергической реакции, связанной с пищевой или лекарственной токсидермией. В некоторых случаях реакция связана с чувствительностью к никелю. Это полиэтиологическое нарушение нередко развивается после стресса, что связано с определённой наследственной предрасположенностью на фоне неблагоприятных факторов среды.

## Клинические проявления
Заболевание обычно проявляется эпизодически. Через несколько часов острого зуда на коже появляются ярко-розовые наполненные жидкостью пузырьки. Сильнее всего сыпь проявляется на ладонях и ступнях, а также на боках кистей и пальцах рук и ног. Через две недели поражённая кожа начинает болезненно шелушиться и сходить. Часто повреждения кожи в этой фазе болезни приводят к вторичной инфекции.

## Лечение
Главным является дифференциальный диагноз (шелушение и отхождение кожи также может являться симптомом скарлатины), обычно требуется клиническое обследование, определение аллергизации организма, состояния желудочно-кишечного тракта.
Для лечения в первую очередь используются местные кортикостероиды. Для контроля симптомов и лёгкого седативного эффекта также применяются оральные антигистаминные препараты. Полезное действие оказывают увлажняющие средства. Рекомендуется диета с исключением из рациона питания глютеносодержащих продуктов.

### На русском языке
- Общие сведения Архивная копия от 1 января 2017 на Wayback Machine

### На английском языке
- Dyshidrotic eczema Архивная копия от 4 июля 2016 на Wayback Machine at MedlinePlus
- Images of dyshidrotic eczema Архивная копия от 6 сентября 2008 на Wayback Machine at VisualDxHealth
- MedAdvice.com
- Pompholyx Архивная копия от 31 июля 2016 на Wayback Machine at DermNet NZ (New Zealand Dermatological Society Incorporated)
- Yahoo! Support Group Архивная копия от 15 марта 2008 на Wayback Machine
- Comprehensive Site by a long-time sufferer, updates often (недоступная ссылка — история, копия)
- Information, advice and shared experiences for Pompholyx sufferers Архивная копия от 16 апреля 2021 на Wayback Machine